# Bleeding Cool
Bleeding Cool — сайт, посвящённый комиксам, телевидению, фильмам и видеоиграм. Принадлежит Avatar Press. Открыт 27 апреля 2009 года Ричем Джонстоном.

## История
Сайт составлял список самых влиятельных людей в индустрии комиксов.
В 2012 и 2017 годах он освещал обвинения в сексуальных домогательствах, выдвинутые против редактора DC Comics Эдди Берганзы. В ноябре 2017 года Bleeding Cool опубликовал историю о том, что писатель Честер Цебульский, который недавно был назначен главным редактором Marvel Comics, написал ряд рассказов на японскую тематику для Marvel в 2003 и 2004 годах под псевдонимом Акира Ёсида, что привело к обвинениям в культурной апроприации и «ориенталистской спекуляции».

## Авторы
На сайте регулярно публиковались работы писателей, в числе которых были Уоррен Эллис и Деннис О’Нил.

## Награды и отзывы
В 2010 году Bleeding Cool был номинирован на премию Eagle Award в категории «Favourite Comics Related Website» и выиграл её в 2012 году. Он получал похвалу от PC Magazine, а Technorati отмечали влияние сайта на индустрию комиксов. В 2012 году Джонстон был награждён премией Шела Дорфа в категории «Best Comics Blogger» за работу над своим сайтом; он также был номинирован в 2011 и 2013 годах.